# باتكسي فيلا
باتكسي فيلا (بالإسبانية: Patxi Vila)‏ مواليد 11 أكتوبر 1975 في فوينتيرابيا، إسبانيا، هو دراج إسباني سابق في صنف سباق الدراجات على الطريق.

## وصلات خارجية
- الموقع%20الرسمي

## روابط خارجية
- باتكسي فيلا على موقع الاتحاد الدولي للدراجات (الإنجليزية)
- باتكسي فيلا على موقع أرشيف الدراجات (الإنجليزية)
- باتكسي فيلا على موقع إحصائيات الدراجات الإحترافية (الإنجليزية)
- باتكسي فيلا على موقع نسبة الدراجات (الإنجليزية)
- باتكسي فيلا على موقع CycleBase (الإنجليزية)